# Santa Lucia nera
La Santa Lucia nera fu un disastro naturale avvenuto il 13 dicembre 1916, giorno in cui si commemora la festa di Santa Lucia, quando diverse migliaia di soldati morirono a causa di decine di valanghe durante la guerra di montagna nelle Alpi italiane durante la Prima guerra mondiale.
Pur non essendo disponibile una stima precisa del numero di vittime, le catastrofiche valanghe del 13 dicembre 1916 sono considerate uno dei più devastanti eventi meteorologici della storia europea. Nonostante la sua portata, il disastro rimase in gran parte sconosciuto, anche per motivi di segretezza militare. Secondo i ricercatori climatici e storici dell'Università di Berna si tratta di una delle peggiori catastrofi meteorologiche in Europa.
Sebbene il 13 dicembre 1916 sia caduto di mercoledì, nelle pubblicazioni del mondo anglosassone, il disastro è chiamato "Venerdì bianco" (White Friday) per ragioni sconosciute.

## Contesto
Gli eserciti dell'Austria-Ungheria e del Regno d'Italia si stavano combattendo aspramente sulle Alpi meridionali durante la Prima guerra mondiale. Tra il 1915 e il 1917, il fronte della guerra di montagna si estendeva dallo Stelvio, al confine con la Svizzera, attraverso l'Ortles e l'Adamello fino al Lago di Garda settentrionale. A est del fiume Adige, il fronte attraversava il Pasubio e proseguiva verso l'altopiano dei Sette Comuni.
Migliaia di soldati di entrambe le parti si trincerarono in posizioni di alta montagna. I soldati erano particolarmente minacciati dalle forze della natura: in alcuni settori del fronte, sono stati uccisi più soldati da valanghe, cadute di massi e incidenti che non dal fuoco nemico. Peraltro, secondo alcuni resoconti, entrambi gli schieramenti spararono deliberatamente proiettili nel manto nevoso indebolito, nel tentativo di seppellire la controparte.

## Situazione meteorologica
Nell'autunno-inverno del 1916 furono registrate 92 nevicate nell'alta Val di Sole, con la prima precipitazione già a metà settembre e successive temperature rigidissime (sino a -40 °C a Vermiglio).
Nel dicembre 1916, la neve cadde quasi ininterrottamente per nove giorni sulle Alpi meridionali. Questa situazione fu innescata da una circolazione atmosferica "bloccata", il cosiddetto "Modello negativo dell'Atlantico orientale/Russia occidentale" (una dorsale di alta pressione sulla Russia occidentale e un'area di bassa pressione sull'Europa occidentale), il cui modello di circolazione spesso provoca forti precipitazioni nelle Alpi meridionali e temperature insolitamente elevate nella regione mediterranea, innalza anche la temperatura dell'acqua del Mar Mediterraneo; questa è a sua volta la principale fonte di vapore acqueo per le Alpi meridionali. Nell'inverno 1916-1917, la quantità di neve misurata fu da due a tre volte i valori massimi registrati tra il 1931 e il 1960.
Il 13 dicembre 1916, dopo nove giorni di nevicate, il manto nevoso sul fronte di guerra alpino raggiunse un peso critico; nelle ultime 24 ore erano caduti circa due metri di neve già a 1000 m s.l.m.. Un cambiamento del tempo inoltre portò masse d'aria calda e umida dal Mar Mediterraneo alle Alpi meridionali, provocando un rapido innalzamento della quota delle nevicate, causando la caduta della pioggia anche sulle vette delle montagne più alte. Le masse bianche divennero ancora più dense e pesanti. Come conseguenza, si verificarono decine di enormi valanghe in tutta la regione alpina, anche in luoghi precedentemente considerati sicuri.
Intere compagnie di soldati vennero sepolte dalle slavine: secondo le alcune stime, quel giorno caddero sotto le valanghe fino a 5000 soldati. Ad esempio, il primo battaglione del Kaiserschützenregiments Nr. III contò 230 morti quel giorno, mentre sulla Marmolada, montagna più alta delle Dolomiti, una singola valanga portò alla morte tra i 270 e i 332 uomini. A seguito del progressivo riscaldamento globale, lo scioglimento dei ghiacciai ha portato alla luce corpi e reperti bellici.

## Valanghe sulla cima del Gran Poz (Marmolada)
La caserma austro-ungarica Kaiserschützen fu costruita in legno sulla cima del Gran Poz della Marmolada, a circa 3350 m s.l.m., nell'agosto del 1916 per ospitare gli uomini del 1º Battaglione del III Reggimento Imperiale di Fucilieri (1.Btl. Kaiserschützenregiments Nr. III). La sua ubicazione era stata pianificata in modo da proteggerla dagli attacchi italiani e fornire una difesa in cima alla Marmolada: fu collocata lungo scogliere rocciose per proteggerla dal fuoco nemico diretto e fuori dal raggio d'azione dei mortai ad alto angolo.
Durante l'inverno del 1916, le abbondanti nevicate e l'improvviso disgelo crearono le condizioni per le valanghe. Dall'inizio di dicembre, l'accumulo di neve registrato raggiunse gli 8-12 metri in cima alla vetta. Il comandante austro-ungarico del 1.Btl. KschRgt.III, il capitano Rudolf Schmid, si accorse del pericolo imminente che correva la sua compagnia: temendo che la posizione sarebbe stata presto insostenibile, il capitano Schmid scrisse una richiesta di ritirata al suo superiore, il feldmaresciallo tenente Ludwig Goiginger della 60ª Divisione di fanteria. L'appello fu però respinto. Negli otto giorni precedenti la valanga, altre abbondanti nevicate interruppero le linee telefoniche e lasciarono ogni avamposto bloccato in assenza di rifornimenti.
Mercoledì 13 dicembre 1916, alle 5:30 del mattino, oltre 200.000 tonnellate (circa 1 milione di metri cubi) di neve e ghiaccio precipitarono dal versante della montagna direttamente sulle caserme. Gli edifici in legno, pieni di soldati, crollarono sotto il peso della valanga, schiacciando gli occupanti. Dei 321 presenti, 229 erano Kaiserschützen di fanteria di montagna e 102 bosniaci di una colonna di supporto. Solo alcuni furono tratti in salvo, mentre 270 rimasero sepolti. Solo 40 corpi furono recuperati dal cumulo. Tra i sopravvissuti c'erano il capitano Schmid e il suo aiutante, che si salvarono leggermente feriti.

## Valanghe della Val Ciampi d'Arei
La notte del 13 dicembre, una valanga colpì un reparto italiano del 7º reggimento Alpini, travolgendo la sua caserma di montagna. Gli italiani chiamarono la giornata disastrosa "La Santa Lucia Nera", ovvero il giorno di Santa Lucia.

## Valanghe nella Val Chiese
Tra l'11 e il 18 dicembre 1916 nella Val Chiese si staccarono almeno sei valanghe, causando la morte di 120 soldati del 41º reggimento di fanteria.

## Valanga del Vallon Tofana
Il 13 dicembre 1916, verso le ore 18:00, una grande valanga travolse a 1808 m s.l.m. la 3ª batteria del 1º reggimento di artiglieria da montagna, uccidendo 100 soldati italiani.

## Valanga a Pieve di Livinallongo
Alle 21:30 del 13 dicembre 1916 i soldati della 694ª Centuria, addetti allo sgombero strade, furono sepolti da un'enorme valanga caduta sulle loro baracche. Vi furono 33 morti.

## Altre valanghe
Altre valanghe con vittime si verificarono anche in altre località alpine:
- Val Travenanzes sulle Tofane (20 morti);
- Valle Andraz sul Col di Lana (40 morti);
- Falcade-Costabella (5 morti);
- Punta Serauta sulla Marmolada (8 morti);
- Pian di Stanzon sulla Marmolada (12 morti);
- Malga Ces-Colbricon a San Martino di Castrozza (26 morti);
- Monte Castelletto-Fierollo sul Lagorai (15 morti);
- Malga Lavedole in Val d'Avio (9 morti);
- San Valentino di Monte Baldo (35 morti);
- Novezza, Ferrara di Monte Baldo (9 morti)
- Malga Casaretta di Vicenza (5 morti);
- Baita Forgnuncolo sull'Adamello (14 morti);
- Monte Tonale (7 morti).
- Bocchetta Campiglia sul Pasubio (12 morti);
- Menderle (7 morti);
- Val Pruche (30 morti);
- Monte Pasubio (9 morti);
- Monte Novegno (33 morti);
- Monte Baffelan (9 morti);
- Malga Casaretta sul Pasubio (5 morti).
- Val del Gatto (circa 30 morti)

## Valutazione scientifica
Nel centenario della catastrofe, climatologi e storici dell'Università di Berna hanno ricostruito il clima estremo di quel periodo. Attraverso i documenti storici e i diari dei testimoni dell'epoca, nonché i pochi dati di misurazione esistenti, gli eventi erano già ben documentati e comprensibili nei singoli casi. Tuttavia, bisognava verificare se i testimoni contemporanei l'avessero percepito correttamente o se avessero esagerato nel riferirne a valle. I ricercatori hanno studiato le cause e gli effetti di queste terribili valanghe attraverso la ricostruzione del clima e le analisi storiche. Sulla base di queste indagini, hanno scoperto che i soldati non avevano affatto esagerato nella descrizione degli eventi. I comandanti sul campo valutarono correttamente il pericolo per le loro truppe e talvolta cercarono di ordinare la ritirata, anche se non sempre fu loro consentito. Gli ufficiali militari nelle valli non potevano immaginare la situazione da una distanza di sicurezza e non sempre accoglievano le richieste di ritirata.
Se si considerano tutti i decessi causati da valanghe (compresi gli smottamenti di fango e roccia innescati successivamente da una valanga), la "Santa Lucia nera" è il secondo peggior disastro da valanga registrato, dopo la valanga del Huascarán avvenuta in Perù il 
31 maggio 1970, quando a seguito di un terremoto morirono circa 30.000 persone.
Le scoperte sugli eventi del 1916 possono contribuire anche all'analisi delle situazioni meteorologiche estreme presenti e future.
Il 5 dicembre 2020, in condizioni meteorologiche analoghe alla Santa Lucia nera, si staccò un'altra grande valanga sulla Marmolada, travolgendo il rifugio Pian dei Fiacconi, poco lontano dal Gran Poz.

## Nella cultura
Il gruppo metal svedese Sabaton ha dedicato alla tragedia la canzone Soldier of Heaven del 2022.